# Pinanga sarmentosa
Pinanga sarmentosa är en enhjärtbladig växtart som beskrevs av Saw. Pinanga sarmentosa ingår i släktet Pinanga och familjen Arecaceae. Inga underarter finns listade i Catalogue of Life.